# Entity Framework
Entity Framework est le mapping objet-relationnel utilisé par la technologie Microsoft .NET. Il est écrit en langage C#.